# مسجد أهل البيت (مونتريال)
مسجد أهل البيت هو مسجد شيعي يقع في مدينة مونتريال الكندية، تأسس رسمياً عام 1997م، على يد المهاجرين العراقيين.
وتم إنجاز المؤسسة التي تشتمل حاليا على مسجد وقاعة الصلاة، صالة للنساء، نادي الشباب والشابات، قاعة المكتبة والصوتيات، مكتب للإدارة، مواقف للسيارات، والمرافق الأخرى.

## نبذة عن المسجد
في الفترة ما بين 1970 و1980 بدأ وصول المسلمين الشيعة من العراق وبعض الدول الأخرى إلى كندا عموما ومونتريال خصوصا، كانت اللقاءات وإحياء الشعائر تتم في البيوت.
ومع ازدياد عدد الوافدين من مهاجرين وطلبه ولاجئين تم إيجار شقه في شارع ويكلي سنة 1983 وذلك لتكون أول مركز لقراءة دعاء كميل مساء كل خميس وإحياء ليالي شهر رمضان الكريم وكذلك مجالس عاشوراء في شهر محرم. وكان يستضاف العلماء والمفكرين لهده المناسبات.
في العام 1985 تغير المكان إلى شقة أخرى مستأجرة في شارع بلامندونز، وتوسعت الاحتفالات بالمناسبات الإسلامية لتكون قاعات المدارس والجامعات أماكن لها.
وفي سنه 1986 تم إيجار شقة باسم «الاتحاد الإسلامي لطلبة العراق» لينتقل المركز إلى منطقه الكوت سانت لوك.
في سنة 1990 تم استئجار أول مكان تجاري واسع باسم «حسينية أهل البيت ع» على شارع شيربروك وبعقد مدته خمس سنوات وقد دعي الشيخ محمد مهدي الناصري الدي كان يقيم في سورية آنذاك ليكون الإمام والمشرف على فعاليات ونشاطات المركز. ومن بعدها انتقل المركز إلى مكان مؤجر في شارع بيكونسفيلد. حتى كان العام 1997 الذي سجل نقطة التحول الهامة في المسيرة، حيث تظافرت جهود المؤمنين والمخلصين من أبناء الجالية بشراء المبنى الحالي والذي أطلق عليه «مؤسسة أهل البيت الإسلامية في مونتريال».
1998 تأسيس نادي الشباب مسلم في مونتريال، ليكون مقراً يستقطب شباب وشابات الجالية. هدفه إقامة البرامج الخاصة بالشباب والشابات منها المخيمات الصيفية، البرامج الثقافية الأسبوعية، البرامج الرياضية الدورية.

## نشاطات
يحيي المسجد مناسبة ذكرى استشهاد أهل البيت، وقامة مجلس عزاء بمناسبة ذكرى العاشر من محرم (ليلة عاشوراء)
ظاحياء الأعياد الإسلامية كعيدي الاضحى والفطر وعيد الغدير الأغر، احياء ذكرى المولد النبوي الشريف، احياء ليالي الجمعة بقراءة دعاء كميل ومحاضرة اسبوعية، اقامة صلاة الجمعة، نشاطات للشباب والأطفال والنساء مساء كل يوم جمعة من ضمنها دروس قرآنية وتربوية واقامة ندوات اجتماعية ودينية وثقافية، احياء شهر رمضان المبارك والاعتكاف خلال العشر الاواخر من شهر رمضان واحياء ليالي محرم الحرام واقامة مخيمات ونزهات صيفية وشتوية…

## وصلات خارجية
- الموقع الرسمي للمسجد